# Aruba nos Jogos Sul-Americanos de 2018
A Aruba participou dos Jogos Sul-Americanos de 2018 em Cochabamba, Bolívia. Foi a sétima participação da Aruba nos Jogos Sul-Americanos, que embora seja um território autônomo do Caribe, é filiado à Organização Desportiva Sul-Americana (ODESUL) e elegível a participar dos Jogos Sul-Americanos.

## Medalhas
| Atleta                           | Esporte        | Prova               | Medalha |
| -------------------------------- | -------------- | ------------------- | ------- |
| Kamilah Dammers Thashaina Seraus | Boliche        | Duplas femininas    | Prata   |
| Joel Kuiperi                     | Halterofilismo | +105 kg masculino   | Prata   |
| Thashaina Seraus                 | Boliche        | Individual feminino | Bronze  |

## Desempenho

### Atletismo
Masculino
| Atleta        | Evento             | Final     | Final |
| Atleta        | Evento             | Resultado | Pos.  |
| ------------- | ------------------ | --------- | ----- |
| Quincy Breell | Salto em distância | 7,36 m    | 7º    |

### Boliche
Individual
| Atleta           | Evento    | Qualificação        | Qualificação        | Qualificação        | Qualificação        | Qualificação        | Qualificação        | Qualificação         | Qualificação         | Qualificação         | Qualificação         | Qualificação         | Qualificação         | Qualificação | Qualificação | Qualificação | Quartas de final           | Semifinais               | Finais               | Finais            |
| Atleta           | Evento    | Bloco 1 (Jogos 1–6) | Bloco 1 (Jogos 1–6) | Bloco 1 (Jogos 1–6) | Bloco 1 (Jogos 1–6) | Bloco 1 (Jogos 1–6) | Bloco 1 (Jogos 1–6) | Bloco 2 (Jogos 7–12) | Bloco 2 (Jogos 7–12) | Bloco 2 (Jogos 7–12) | Bloco 2 (Jogos 7–12) | Bloco 2 (Jogos 7–12) | Bloco 2 (Jogos 7–12) | Total        | Média        | Pos.         | Quartas de final           | Semifinais               | Finais               | Finais            |
| Atleta           | Evento    | 1                   | 2                   | 3                   | 4                   | 5                   | 6                   | 7                    | 8                    | 9                    | 10                   | 11                   | 12                   | Total        | Média        | Pos.         | Adversário resultado       | Adversário resultado     | Adversário resultado | Pos.              |
| ---------------- | --------- | ------------------- | ------------------- | ------------------- | ------------------- | ------------------- | ------------------- | -------------------- | -------------------- | -------------------- | -------------------- | -------------------- | -------------------- | ------------ | ------------ | ------------ | -------------------------- | ------------------------ | -------------------- | ----------------- |
| Elias Halabi     | Masculino | 180                 | 232                 | 171                 | 163                 | 163                 | 176                 | 234                  | 156                  | 186                  | 174                  | 203                  | 112                  | 2150         | 179,1        | 14º          | Não avançou                | Não avançou              | Não avançou          | 14º               |
| Yannick Roos     | Masculino | 218                 | 190                 | 200                 | 176                 | 226                 | 190                 | 182                  | 237                  | 209                  | 175                  | 165                  | 155                  | 2323         | 193,5        | 5º           | BRA R. Ferreira D 617-643  | Não avançou              | Não avançou          | 5º                |
| Kamilah Dammers  | Feminino  | 219                 | 188                 | 189                 | 180                 | 157                 | 215                 | 236                  | 170                  | 165                  | 153                  | 160                  | 246                  | 2278         | 189,8        | 4º           | COL M. Ospina D 378-447    | Não avançou              | Não avançou          | 5º                |
| Thashaina Seraus | Feminino  | 175                 | 163                 | 168                 | 179                 | 224                 | 174                 | 182                  | 195                  | 199                  | 158                  | 170                  | 212                  | 2199         | 183,2        | 6º           | VEN K. Pickering V 641-616 | VEN P. Zamudio D 346-361 | Não avançou          | Medalha de bronze |

Duplas
| Atlete                           | Evento    | Bloco 1 (Jogos 1–6) | Bloco 1 (Jogos 1–6) | Bloco 1 (Jogos 1–6) | Bloco 1 (Jogos 1–6) | Bloco 1 (Jogos 1–6) | Bloco 1 (Jogos 1–6) | Bloco 1 (Jogos 1–6) | Bloco 1 (Jogos 1–6) | Bloco 2 (Jogos 7–12) | Bloco 2 (Jogos 7–12) | Bloco 2 (Jogos 7–12) | Bloco 2 (Jogos 7–12) | Bloco 2 (Jogos 7–12) | Bloco 2 (Jogos 7–12) | Bloco 2 (Jogos 7–12) | Bloco 2 (Jogos 7–12) | Total geral | Pos.             |
| Atlete                           | Evento    | 1                   | 2                   | 3                   | 4                   | 5                   | 6                   | Total               | Média               | 7                    | 8                    | 9                    | 10                   | 11                   | 12                   | Total                | Média                | Total geral | Pos.             |
| -------------------------------- | --------- | ------------------- | ------------------- | ------------------- | ------------------- | ------------------- | ------------------- | ------------------- | ------------------- | -------------------- | -------------------- | -------------------- | -------------------- | -------------------- | -------------------- | -------------------- | -------------------- | ----------- | ---------------- |
| Elias Halabi Yannick Roos        | Masculino | 402                 | 354                 | 408                 | 379                 | 313                 | 375                 | 2231                | 371,8               | 360                  | 398                  | 381                  | 320                  | 324                  | 380                  | 2163                 | 360,5                | 4394        | 6º               |
| Kamilah Dammers Thashaina Seraus | Feminino  | 415                 | 320                 | 367                 | 395                 | 403                 | 350                 | 2250                | 375                 | 380                  | 376                  | 309                  | 360                  | 414                  | 396                  | 2235                 | 372,5                | 4485        | Medalha de prata |

### Ciclismo

#### Ciclismo BMX
| Atleta            | Evento        | Premilinares | Premilinares | Semifinal | Final       | Final       |
| Atleta            | Evento        | Tempo        | Pos.         | Pos.      | Pontos      | Pos.        |
| ----------------- | ------------- | ------------ | ------------ | --------- | ----------- | ----------- |
| Feddison Flanders | BMX masculino | 31,469       | 13º          | 7º        | Não avançou | Não avançou |
| Shanayah Howell   | BMX feminino  | 35,08        | 7º           | —         | 22          | 8º          |

### Halterofilismo
Masculino
| Atleta       | Evento  | Arranque  | Arranque | Arremesso | Arremesso | Total | Pos.             |
| Atleta       | Evento  | Resultado | Pos.     | Resultado | Pos.      | Total | Pos.             |
| ------------ | ------- | --------- | -------- | --------- | --------- | ----- | ---------------- |
| Joel Kuiperi | +105 kg | 144       | 2º       | 175       | 2º        | 319   | Medalha de prata |

### Taekwondo
Feminino
| Atleta                             | Evento | Oitavas                   | Quartas                | Semifinais             | Final                  | Posição |
| Atleta                             | Evento | Adversário e resultado    | Adversário e resultado | Adversário e resultado | Adversário e resultado | Posição |
| ---------------------------------- | ------ | ------------------------- | ---------------------- | ---------------------- | ---------------------- | ------- |
| Monica Fiorella Pimentel Rodriguez | −57 kg | URU Jozefina Kroeff D 1-8 | Não avançou            | Não avançou            | Não avançou            | 9º      |

### Tiro
Masculino
| Atleta        | Evento             | Qualificação | Qualificação | Final       | Final |
| Atleta        | Evento             | Pontos       | Pos.         | Pontos      | Pos.  |
| ------------- | ------------------ | ------------ | ------------ | ----------- | ----- |
| Philip Elhage | Pistola de ar 10 m | 554          | 9º           | Não avançou | 9º    |